# Amstel Gold Race 1996
L'Amstel Gold Race 1996 fou la 31a edició de l'Amstel Gold Race. La cursa es disputà el 27 d'abril de 1996, sent el vencedor final l'italià Stefano Zanini, que s'imposà en solitari en la meta de Maastricht.
192 ciclistes hi van prendre part, acabant la cursa 84 d'ells.

## Classificació final
|    | Ciclista             | Equip                 | Temps      |
| -- | -------------------- | --------------------- | ---------- |
| 1  | Stefano Zanini       | Gewiss-Playbus        | 5h 55' 36" |
| 2  | Mauro Bettin         | Refin-Mobilvetta      | + 22"      |
| 3  | Johan Museeuw        | Mapei-GB              | m. t.      |
| 4  | Alexandre Gontxenkov | Roslotto-ZG Mobili    | m. t.      |
| 5  | Fabiano Fontanelli   | MG Maglificio         | m. t.      |
| 6  | Andrei Txmil         | Lotto                 | m. t.      |
| 7  | Emmanuel Magnien     | Festina               | m. t.      |
| 8  | Gianluca Bortolami   | Mapei-GB              | m. t.      |
| 9  | Jens Heppner         | Team Deutsche Telekom | m. t.      |
| 10 | Beat Zberg           | Carrera Jeans         | m. t.      |